# InFranken.de
inFranken.de ist ein Online-Nachrichtenportal mit Hauptsitz in Bamberg. Das kostenlose Webportal ist ein Angebot der Mediengruppe Oberfranken.
Der Fokus der Inhalte liegt auf aktuellen Nachrichten aus und über Franken, ergänzt um überregionale Berichte. Erweitert wird das Angebot um Alltagstipps und Hinweise für lokale Freizeitangebote sowie Beiträge zu Gesundheit, Produktrückrufen und Verbraucherinformationen. Diese werden multimedial in verschiedenen Formaten wie Video, Live-Streams und Umfragen aufbereitet.
Das Angebot umfasst darüber hinaus die Online-Rubrikenmärkte: eine Jobbörse, ein Immobilienportal, ein Dating-Angebot und ein digitales Kondolenzbuch. Unter dem Dach von inFranken.de ist auch das 2019 lancierte Rezepteportal Fraenkische-Rezepte.de angesiedelt.
Insgesamt beschäftigt das Unternehmen über 35 Mitarbeitende plus Werkstudierende in den Bereichen Redaktion, Produkt, Entwicklung, Vermarktung, Online-Marketing und Online-Rubrikenmärkte.

## Geschichte
Am 25. Oktober 2008 ging inFranken.de online.
- Erstmals führte eine Online-Präsenz die Zeitungsportale der Mediengruppe Oberfranken unter einer Dachmarke zusammen. So verschmolzen die Internetauftritte von Coburger Tageblatt, Fränkischer Tag und Bayerische Rundschau unter der neuen Domain inFranken.de. 2010 kamen die Portale der Saale-Zeitung und Die Kitzinger unter der Dachmarke von inFranken.de hinzu.
- 2010 startete die erste mobile Version von inFranken.de.
- 2014 startete inFranken.de als erstes deutsches Nachrichten-Portal WhatsApp als Nachrichtenkanal und verlinkte dort täglich auf eigene Artikel. Nach dem Newsletter-Verbot von WhatsApp im Dezember 2019 wurde dieser Dienst eingestellt.
- Von 2014 bis 2021 erschienen in der Garten-App Tipps rund um Garten und Natur. Zuerst mit Unterstützung des Experten Jupp Schröder, später in Zusammenarbeit mit den lokalen Bamberger Gärtnereien.[1] Seit April 2021 werden diese Garten-Tipps statt in der App im wöchentlich erscheinenden Garten-Newsletters geteilt.
- Von 2015 bis 2019 konnte in der inFrankenPix-App Bilder aus Franken hochgeladen und geteilt werden.

Die Nachrichtenplattform platzierte sich im Februar 2021 unter den Top 25 der News-Portale Deutschlands (nach AGOF, Stand Februar 2021). Im März 2020 erreichte inFranken.de mit 27,3 Millionen Besuchen das Allzeithoch.